# Paul Allègre
Paul Allègre (Nevers, 2 de junio de 1996) es un deportista francés que compite en esgrima, especialista en la modalidad de espada.
Ganó dos medallas de oro en el Campeonato Europeo de Esgrima, en los años 2024 y 2025. Participó en los Juegos Olímpicos de París 2024, ocupando el cuarto lugar en la prueba por equipos.

## Palmarés internacional
| Campeonato Europeo | Campeonato Europeo | Campeonato Europeo | Campeonato Europeo |
| Año                | Lugar              | Medalla            | Prueba             |
| ------------------ | ------------------ | ------------------ | ------------------ |
| 2024               | Basilea (Suiza)    | Medalla de oro     | Espada por equipos |
| 2025               | Génova (Italia)    | Medalla de oro     | Espada por equipos |